# Solveig Rafnsdóttir
Solveig Rafnsdóttir, född cirka 1470, död 1561/63, var den sista abbedissan i Reynistaðarklaustur på Island. 
Hon var dotter till Islands ålderman Hrafn Brandsson och Margrét Eyjólfsdóttir och syster till prästen Brand Hrafnsson. Hon gick i kloster 1493 och vigdes 1508 till abbedissa. Klostret var rikt under hennes tid och upptecknades år 1525 som ägare till 42 gårdar. Vid reformationen drogs klostret in till kronan och Solveig Rafnsdóttir förlorade sina befogenheter och sin kontroll över klostrets egendomar. Hon och de övriga nunnorna tilläts dock bo kvar i klosterbyggnaden på livstid. Hon anges ha dött mellan 1561 och 1563. 